# PSR B0531+21
PSR B0531+21 (пульсар в Крабовидной туманности) — относительно молодая нейтронная звезда, остаток сверхновой SN 1054, которая наблюдалась на Земле в 1054 году. Открыт в 1968 году и стал первым отождествлённым остатком сверхновой.
Диаметр пульсара составляет примерно 25 км, скорость его вращения — 30 оборотов в секунду или один оборот каждые 33 миллисекунды. Исходящий от нейтронной звезды релятивистский поток частиц порождает синхротронное излучение, которое ответственно за основную часть излучения туманности, в диапазоне от радиоволн до гамма-лучей. Наиболее динамична внутренняя часть туманности, где поток частиц с экватора пульсара врезается в окружающую туманность, формируя ударную волну. Форма и положение этих волн быстро меняется, экваториальный поток проявляется как серия тонких и слабых линий, сначала ярких, а затем исчезающих в основной части туманности по мере удаления от пульсара. Период вращения пульсара замедляется на 38 наносекунд в день из-за большого количества энергии, уносимой потоками от пульсара. Однако наблюдаются т. н. глитчи — кратковременные сбои периодичности вращения.
Крабовидная туманность часто используется в качестве калибровочного источника в рентгеновской астрономии. Она очень ярка в рентгеновских лучах, плотность потока и спектр постоянны. Пульсар обеспечивает сильный периодический сигнал, который используется для проверки точности работы детекторов рентгеновского излучения. В рентгеновской астрономии «краб» (crab) и «милликраб» (millicrab) иногда используются в качестве единицы плотности потока энергии. Милликраб соответствует плотности потока около 2,4⋅10−11 эрг·с−1·см−2 (2,4⋅10−14 Вт·м−2) в рентгеновском диапазоне 2-10 кэВ для «крабоподобного» энергетического спектра со степенной энергетической зависимостью I(E) = 9,5 E −1,1. Лишь очень немногие источники рентгеновского излучения по плотности потока энергии превышают один краб.

## История изучения

Замедленное видео пульсара в Крабовидной туманности, снятое на длине волны 800 нм с помощью сверхбыстрой и бесшумной матрицы Lucky Imaging Кембриджского университета, показывающее яркий импульс и более слабый второй импульс.

Современная история пульсара в Крабовидной туманности начинается с идентификации центральной звезды туманности в оптическом диапазоне. Упор поисков был сделан на две звезды вблизи центра туманности (именуемые в литературе как «северная» и «южная»). В сентябре 1942 года Вальтер Бааде полностью исключает «северную» звезду, но находит, что доказательства центрального положения «южной» звезды также неубедительны. Рудольф Минковский, в том же номере Astrophysical Journal, что и Бааде, проведя спектральные исследования, утверждал, что «исследования допускают, но не доказывают, вывод, что „южная“ звезда является центральной звездой туманности».
В конце 1968 года Дэвид Х. Стейлин (David H. Staelin) и Эдвард Райфенштайн (Edward C. Reifenstein III), используя 300-футовый радиотелескоп Грин-Бэнк, сообщили об открытии двух пульсирующих радиоисточников «в районе Крабовидной туманности, которые могут даже находиться в ней». Им были даны обозначения NP 0527 и NP 0532. Их дальнейшее изучение, в том числе Уильямом Д. Брандейтом (William D. Brundate), показало, что источник NP 0532 расположен в Крабовидной туманности. Также о радиоисточнике, совпадающем с Крабовидной туманностью, в конце 1968 года сообщил советской астроном Л. И. Матвиенко. В феврале 1969 года о пульсациях в оптическом диапазоне сообщили Нетер (Nather), Уорнер (Warner), и Макфарлейн (Macfarlane). В оптическом диапазоне светит, разумеется, не сам пульсар, являющийся нейтронной звездой, а окружающие его концентрические кольца вещества, летящие от пульсара со скоростью, равной половине скорости света, светящееся гало, а также «пляшущее» пятно интенсивного излучения над полюсом пульсара и висящий туманный сгусток.
Джоселин Белл Бёрнелл, открывшая первый пульсар (PSR B1919+21) в 1967 году, рассказывает, что в конце 1950-х годов одна женщина рассматривала источник в Крабовидной туманности в Университете Чикаго в телескоп, который был открыт для публики, и заметила, что источник мигает. Она сообщила об этом астроному, Эллиоту Муру, однако он заявил, что она неквалифицированный наблюдатель и то, что она увидела, было что-то другое. Джоселин Белл отмечает, что частота мерцаний источника в Крабовидной туманности в оптическом диапазоне составляет 30 Гц и поэтому только немногие люди могут что-то заметить.
В 2016 году учёные, работающие с телескопом MAGIC, сообщили о зафиксированном выбросе необычно жёсткого излучения, энергией до 1,5 тераэлектронвольт (ТэВ). При этом гамма-лучи, обладающие огромной энергией, синхронизировались с радио и рентгеновскими лучами.

## Возможная планета
В 1970 году астроном Мишель Кёртис (Curtis Michel) предположил наличие компаньона планетарной массы, чтобы объяснить некоторые наблюдаемые вариации во времени излучения пульсара. Предполагаемый объект должен иметь массу в 0,00001 солнечных (то есть 0,01 массы Юпитера или 3,3 массы Земли) и находиться на расстоянии 0,3 астрономической единицы от пульсара.